# Beretta AR70/90
O Beretta AR70/90 é um fuzil de assalto operado a gás com câmara para o cartucho 5,56×45mm NATO e é o fuzil de serviço padrão das Forças Armadas da Itália. A arma também foi projetada para ser equipada com uma granada de bocal e possui mira para granadas. A série AR vem em muitas variantes, como o AR90, com coronha dobrável de arame, para uso por pára-quedistas.

## História

### Beretta AR70

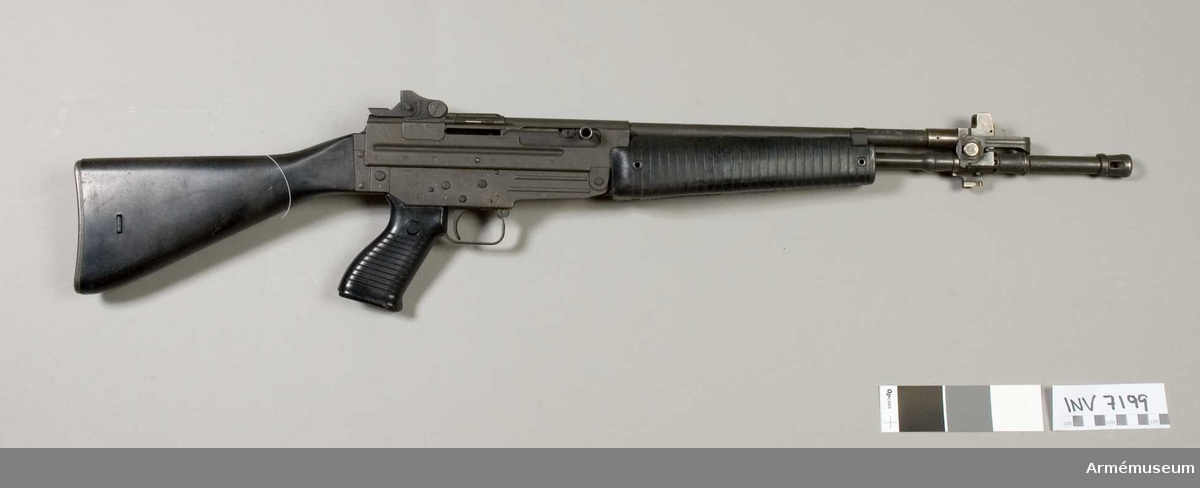
Beretta AR70/223, antecessor do AR70/90, que foi criado a partir das experiências da Beretta no desenvolvimento do SIG SG 530.

Em 1963, a SIG e a Beretta iniciaram um desenvolvimento conjunto do SIG SG 530. Em 1968, a Beretta decidiu cessar o desenvolvimento com a SIG, com este último desenvolvedor optando por continuar o trabalho no SG 530. A Beretta, em vez disso, buscou o desenvolvimento de sua própria ramificação do SG 530, utilizando as informações e a experiência adquiridas com o projeto. O resultado foi o Beretta AR70, que externamente se assemelhava à sua arma original, o SG 530, embora se diferenciasse no sistema do mecanismo interno de disparo/travamento.
O AR-70 foi introduzido em 1972. Após o teste bem-sucedido das capacidades do fuzil, ele foi adotado por vários grupos militares e policiais italianos. Estes incluem o COMSUBIN, o Batalhão de San Marco da Marinha Italiana, o NOCS da Polícia Estadual e também foi emitido pela Força Aérea Italiana para homens da VAM (Vigilanza Aeronautica Militare). As exportações para exércitos estrangeiros incluem Jordânia, Malásia e outros.
O fuzil foi inicialmente designado AR-70, mas mais tarde foi redesignado como AR-70/223 para distingui-lo do AR70/90 posterior. O AR-70/223 estava disponível em três variantes. O fuzil automático padrão AR-70/223, a carabina SC-70 que era o 223 com o mesmo comprimento da boca do cano, mas com coronha dobrável, e um fuzil especial SCS-70/223 com boca do cano encurtada destacável e coronha dobrável). Uma variante de metralhadora leve do 70/223 também foi desenvolvida, com carregador destacável e cano de troca rápida, mas não obteve sucesso considerável.

### AR70/90 e a adoção pelo exército italiano
O desenvolvimento do fuzil Beretta AR70/90 começou na década de 1980, quando o governo italiano decidiu que suas agências militares e policiais precisavam de uma nova arma de serviço padrão. Foi feito para ser compatível com outras armas da OTAN pela adoção de carregadores STANAG padrão de 5,56 mm, enquanto o antecessor do AR70/90, o BM59, derivado do M1 Garand dos EUA, tinha câmara para o 7,62 mm, outro calibre da OTAN que hoje é considerado adequado principalmente para uso de fuzis de precisão ou metralhadoras.
O Beretta AR70/223 em seu estado atual não pôde ser submetido aos testes. Em outubro de 1980, a OTAN escolheu o cartucho SS109 belga de 62 gr como o novo padrão para o cartucho 5,56x45mm. Como o AR70/223 ainda funcionava com o antigo cartucho M193 de 5,56 mm, a plataforma exigia mudanças para acomodar o cartucho SS109 recém-padronizado. Além disso, foi descoberto um defeito significativo na construção do AR70/223. O receptáculo do modelo AR70/223 era uma caixa de aço prensado com guias de parafuso pressionadas. Verificou-se que o receptáculo distorceria e emperraria o ferrolho de disparo, se a arma fosse submetida a circunstâncias adversas. O resultado dessas e de outras atualizações na plataforma AR70/223 acabaria gerando um novo projeto de fuzil de assalto, que ficaria conhecido como AR70/90.
As primeiras amostras de trabalho ficaram prontas em 1985 e o AR-70/90 foi submetido aos testes de avaliação de fuzil conduzidos pelo Stabilimento Militare di Armamento Leggero di Terni (Fábrica Militar de Armamento Leve de Terni) nos anos de 1988 e 1989.
Durante os testes, o AR-70/90 competiu com uma variante do H&K G41 licenciada e produzida internamente pela Franchi e o Mod.378 VB-SR, um clone modificado do Galil SAR desenvolvido pela Bernardelli. Houve também a intenção de solicitar à Colt que submetesse o M16A2 para avaliação, mas problemas legais envolvendo Renato Gamba e sua empresa (atualmente Bremec S.r.l) – que era o representante italiano da Colt – bloquearam a avaliação do M16A2. O AR70/90 venceria os testes e seria adotado como fuzil de assalto padrão do exército italiano.

### Variantes AR 70/90 e as versões para o mercado civil
Em 1990, o modelo AR70/90 (fuzil automático) foi adotado como fuzil automático padrão; além da versão básica com coronha fixa, foram adotadas as variantes SC70/90 (Carabina Especial) com coronha dobrável, utilizada principalmente pelas tropas Alpinas, e o fuzil SCP70/90 (Carabina Especial Paraquedista) para paraquedistas com almofada de recuo dobrável e cano mais curto do que o do SC que permite a inserção na bainha do fuzil usado em saltos de paraquedas.
Uma variante de metralhadora leve, conhecida como AS70/90, também foi desenvolvida. Ela poderia ser alimentada com fita de munição ou carregador STANAG padrão de 30 tiros. No entanto, não foi adotada pelas Forças Armadas da Itália, que em vez disso adotaram a FN Minimi belga.
Tal como acontece com o BM59, o AR70/90 também suplantou os modelos AR70/223 mais antigos em todos os departamentos que o adotaram.
Tanto os fuzis automáticos 70/223 quanto os fuzis automáticos 70/90 também estão disponíveis em versões semiautomáticas apenas para o mercado civil e policial. Conhecido como AR-70/90, era praticamente idêntico à variante militar, com exceção do quebra-chamas, suporte de baioneta e alça de transporte excluídos.
Desde janeiro de 2018, as versões civis mais recentes são comercializadas pela Nuova Jager S.r.l. Trata-se principalmente de fuzis adquiridos nas reservas dos Carabinieri, que foram modificados pela distribuidora apenas para operação semiautomática. Essas variantes ainda mantêm o calibre .223 Remington original, capacidade de carregado por carregadores NATO/STANAG, enquanto o comprimento do cano foi reduzido para 21 mm.

### Substituição
Em 2008, as Forças Armadas italianas iniciaram o programa em camadas Soldato Futuro (Soldado do Futuro), que procurou modernizar os elementos das Forças Armadas na sequência das inovações e experiências no campo de batalha na década de 2000. Um dos perímetros do programa foi examinar uma potencial substituição/atualização para o Beretta AR70/90.
A Beretta começou a desenvolver uma versão atualizada da plataforma do Beretta AR70/90, mas o produto em desenvolvimento acabaria evoluindo para o Beretta ARX-160, que seria escolhido como sucessor do AR70/90 como fuzil automático padrão das Forças Armadas da Itália.
Entre 2008 e 2014, havia cerca de 30.000 ARX160 A2 com câmara para o cartucho 5,56×45mm NATO que foram fornecidos ao Exército Italiano, Marinha Italiana, Força Aérea Italiana e Forças Especiais Italianas, complementando o AR70/90. O ARX-160 tem sido implantado em diversas operações conduzidas pelas Forças Armadas da Itália, incluindo missões no Afeganistão.

## Descrição
O AR70/90 é fabricado de acordo com os padrões da década de 1980, ou seja, com uso limitado de peças de plástico polimérico e utilizando aço inoxidável sempre que possível. Pesa aproximadamente 4 kg na configuração padrão. Ele tem três posições de tiro (automático, rajada de três tiros e semiautomático) e uma trava de segurança, e tem uma alça de transporte não muito diferente do M16 da era do Vietnã, um cano longo e volumoso e uma coronha oca. Geralmente é equipado com um ACOG ou uma mira óptica de ponto vermelho.

## Operadores

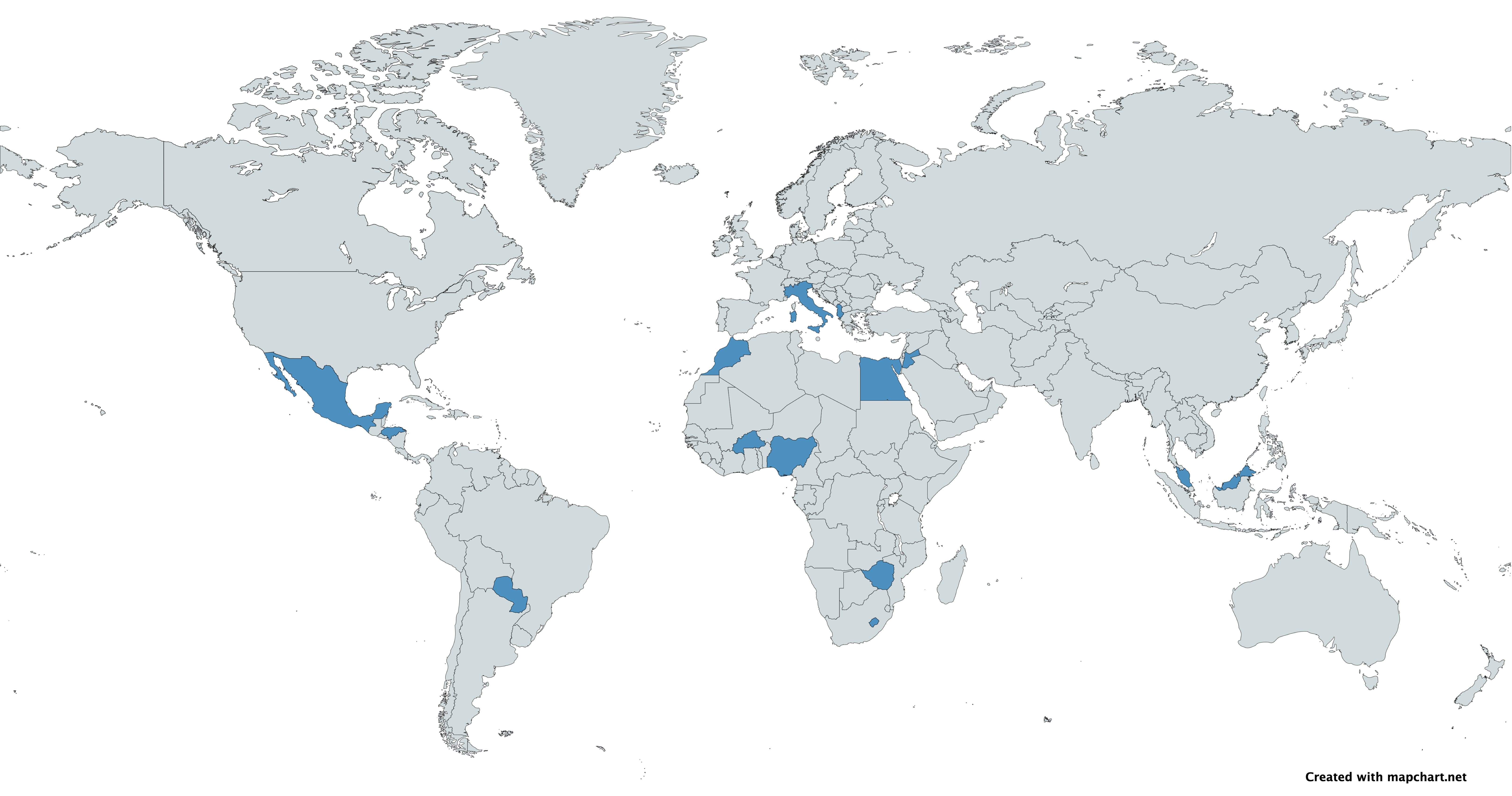
Mapa com operadores do Beretta AR70/90 em azul

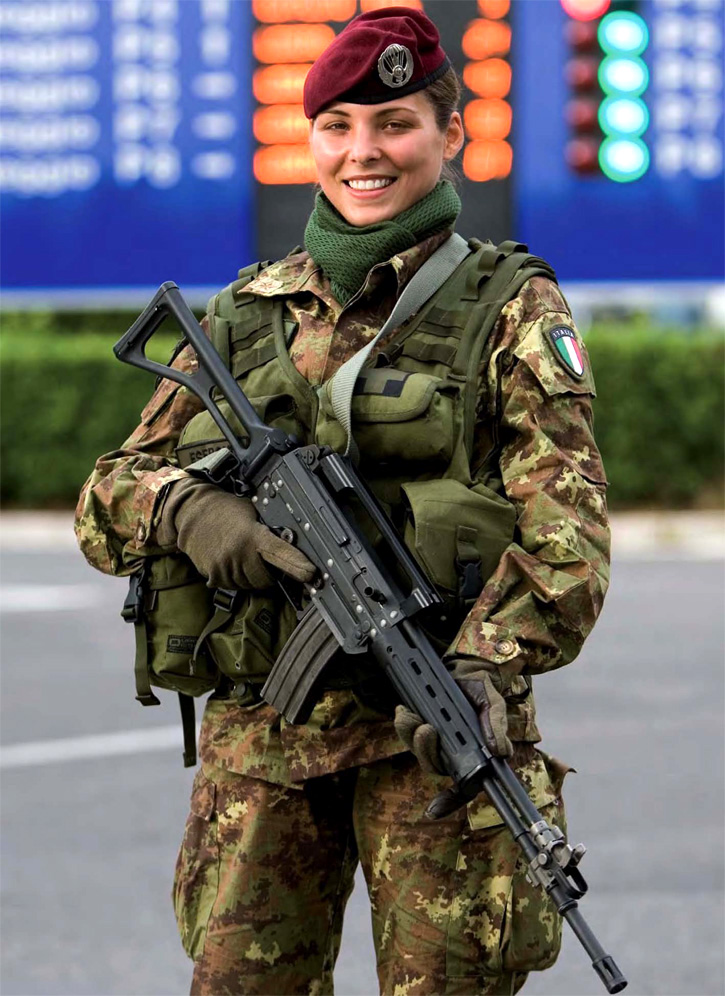
Uma soldado italiana da Brigada Folgore armada com um fuzil SC70/90.

- Albânia – 5.000 unidades doadas às Forças Armadas da Albânia pela Itália.[5]
- Burquina Fasso: Polícia[6]
- Egito: Usado por forças policiais[7]
- Honduras: 1.000 entregues em 2006.[8] Usado pela polícia hondurenha.[9]
- Itália: O Exército tem 105.000 AR70 e 15.000 SCP70 em serviço; as armas também estão em serviço na Marinha, Força Aérea, Carabinieri, Guardia di Finanza e Polizia di Stato. Esses modelos serão desativados em favor do ARX-160.
- Jordânia[6] – SC70/223 é a carabina padrão das Forças Especiais desde os anos 1980[10]
- Lesoto[6]
- Malásia[11]
- México[12]
- Marrocos[6]
- Nigéria[6]
- Paraguai[6]
- Zimbabwe[6]